# Piernakkaselkä
Piernakkaselkä är en kulle i Finland.   Den ligger i den ekonomiska regionen  Fjäll-Lappland  och landskapet Lappland, i den norra delen av landet, 900 km norr om huvudstaden Helsingfors. Toppen på Piernakkaselkä är 383 meter över havet.
Terrängen runt Piernakkaselkä är huvudsakligen platt.  Trakten runt Piernakkaselkä är nära nog obefolkad, med mindre än två invånare per kvadratkilometer. Det finns inga samhällen i närheten. 